# ЦДСА Москва
ФК ЦДСА Москва е футболен клуб, приемник на ЦДКА Москва. През 1950 тимът записва първо участие в шампионата на СССР под това име. Година по-късно печелят дубъл – първенство и купа на страната. През 1952 отборът се разпада. Резултатите са анулирани, а футболистите отиват в други отбори. През 1954 година министърът на отбраната на СССР Николай Булганин възстановява отборът, който става собственост на министерството на отбраната. Треньор става Григорий Пинайчев. Селекцията е проблем, тъй като много от звездите на армейците са завършили кариерите си. На 5 април 1954 новият ЦДСА провежда първия си мач. През 1955 и 1956 тимът завършва на 3-то място. През 1957 тимът е напуснат от някои основни играчи. През 1957 тимът е прекръстен на ЦСК МО (Централен спортен клуб на Министерството на отбраната). Отборът вече не е на армията, а на министверството на отбраната. През сезон 1957 тимът завършва на 5-а позиция. Пинайчев е уволнен заради слабите резултати.